# Proença-a-Nova e Peral
Proença-a-Nova e Peral (oficialmente, União das Freguesias de Proença-a-Nova e Peral) é uma freguesia portuguesa do município da Proença-a-Nova, com 169,43 km² de área e 4498 habitantes (censo de 2021). A sua densidade populacional é 26,5 hab./km².

## História
Foi criada aquando da reorganização administrativa de 2012/2013, resultando da agregação das antigas freguesias de Proença-a-Nova e Peral.

## Demografia
A população registada nos censos foi:
| Ano  | 0-14 Anos | 15-24 Anos | 25-64 Anos | > 65 Anos |
| 2001 | 822       | 784        | 2610       | 1251      |
| 2011 | 570       | 546        | 2575       | 1278      |
| 2021 | 446       | 388        | 2199       | 1465      |

À data da junção das freguesias, a população registada no censo anterior foi:
| Freguesia atual                                | Freguesia atual  | Freguesia atual | Freguesias antigas | Freguesias antigas | Freguesias antigas |
| Freguesia                                      | População (2011) | Área (km²)      | Freguesia          | População (2011)   | Área (km²)         |
| ---------------------------------------------- | ---------------- | --------------- | ------------------ | ------------------ | ------------------ |
| União das Freguesias de Proença-a-Nova e Peral | 4969             | 169,43          | Proença-a-Nova     | 4295               | 143,8              |
| União das Freguesias de Proença-a-Nova e Peral | 4969             | 169,43          | Peral              | 674                | 25,63              |